# 岸地通
岸地通（きしちどおり）は兵庫県神戸市灘区の町名の一つで、昭和8年（1933年）5月、河原字岸地・上辻ノ木と鍛冶屋字西羅・大田川、稗田字桃ノ木・雨気・日照塚・泉内などから成立した。
東は都賀川を挟み神ノ木通、南は大内通、西は西郷川を挟み城内通、北は水道筋。
令和2年国勢調査（2020年10月1日）における世帯数708、人口1,318、うち男性586人、女性732人。郵便番号：657-0832。

## 由来
文明元年（1469年）の『都賀庄寺庵帳』に「弐反　大　河原　吉（き）し寺（でら）」とあり、中世文書に「岸寺」とも表記される寺院があった。『神戸の町名』によれば帰化人系の吉士氏（きしし）と関係があるのではといわれ、「岸地」を「キシジ」と読み「岸地」の文字が当てられたという。
旧字名の太田川というのは篠原村の西南に、後に鍛冶屋村に併合された大田村があってそこに流れていた細い清流であり、刀鍛冶に良好な水であったという。
鍛冶屋という村の名は野鍛冶が住んでいたからだといい、江戸時代は刀だけでは生活できず、百姓道具も手がけたという。鍛冶屋村は天領で、現・神戸市域内で初めてサツマイモが飢饉対策として幕府から奨励されて、栽培された土地であり、甘藷村と書いた記録も残るが、これも鍛冶の「鋳物師（いもじ）」からイモ＝甘藷になったのではと異説があり『灘区の町名』では鵜呑みにできないとしている。